# 응우옌푹바오롱

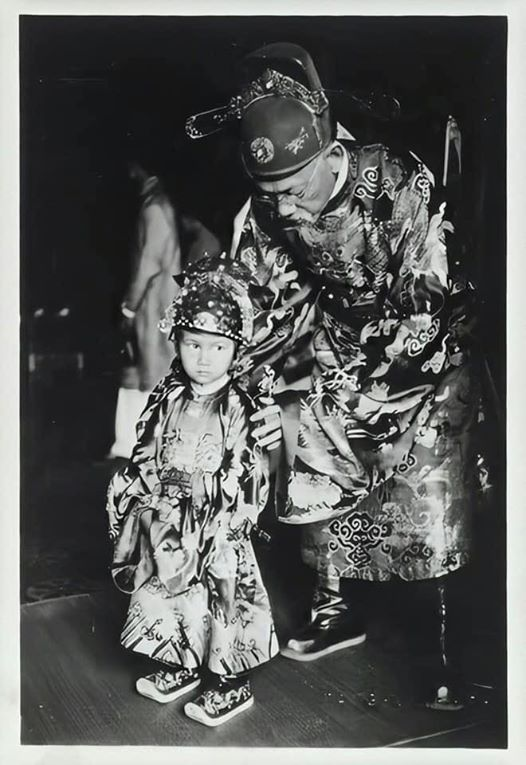

응우옌푹바오롱(Nguyễn Phúc Bảo Long/阮福保隆 원복보륭, 1936년 1월 4일 - 2007년 7월 28일)은 베트남 응우옌 왕조의 마지막 황태자이자 응우옌 황실의 수장이다. 바오다이 황제의 장남이다.

## 생애
후에에서 출생하여 1947년 프랑스로 유학, 노르망디와 파리에서 법률과 정치를 공부하였다. 프랑스 국적을 취득하여 이중 국적자가 되었다. 이후 프랑스군에 입대하여 알제리 전쟁에 참전하였다.
1997년 바오다이가 죽자 베트남 황실의 수장 직위를 획득하였으나, 파리에 체류하며 정치에는 참여하지 않았다. 그는 입헌군주제 추진 운동에 참여하였다. 2007년 프랑스 파리에서 사망하였다.